# Ingrid Hammarström
Ingrid Linnea Hammarström, född 21 juni 1924 i Härnösand, död 27 mars 2005 i Sigtuna, var en svensk historiker och professor i historia, särskilt stads- och kommunhistoria, vid Stockholms universitet och föreståndare för Stads- och kommunhistoriska institutet.